# 高橋酒造
高橋酒造株式会社（たかはししゅぞう、英称：TAKAHASHI SHUZO Co.,Ltd.）は、熊本県人吉市に本社を置く酒類醸造会社である。

## 概要
本格米焼酎（球磨焼酎）『白岳』（はくたけ）の醸造で知られる（九州の民放テレビ・ラジオ各局でCMを出稿する場合の提供クレジットは『米焼酎 白岳』である）。
近年では『白岳』の高級ブランド『白岳 しろ』でも知られ、『しろ』は2006年インターナショナル・ワイン・アンド・スピリッツ・コンペティション（IWSC）のスピリッツ部門で銀賞を受賞した。『しろ』には、蒸留後にアメリカンホワイト樽、コニャック樽、シェリー樽で熟成させたものをブレンドした『謹醸しろ』（通称「金しろ」）、低温長時間発酵（いわゆる「吟醸造り」）により発酵したものを蒸留した『吟醸しろ』（通称『銀しろ』）などのブランドがあるほか、ナツメヤシの果実（デーツ）で造ったノンブレンドの本格焼酎『HAKUTAKE Limited.』や、スポンサーを務めるJリーグ・ロアッソ熊本の応援ボトル（熊本県内でのみ販売 ※現在は販売終了）、くまモン（熊本県サプライズキャラクター）ラベルなどの限定生産品を製造している。
2019年には今までの製法を見直し、吟醸香と旨みが特長の「白岳KAORU」を全国に発売した。
リキュール類は、本格米焼酎で造った『あの頃の梅酒』と、その梅酒に、デコポンストレート果汁をブレンドした『白岳うめぽん』、本格米焼酎『白岳』に、ゆずストレート果汁とレモンストレート果汁をブレンドした『ゆずもん』を製造している。
コーポレートステートメントは「いい米、いい水、いい人で。」

## 事業所
- 本社：熊本県人吉市合の原町498
- 多良木工場：熊本県球磨郡多良木町大字奥野813
- 福岡支店：福岡県福岡市早良区百道浜2-3-33 百道浜バスターミナル2階
- 熊本営業所：熊本県熊本市中央区水前寺1-20-22 水前寺センタービル5階
- 白岳酒造研究所：熊本県人吉市井ノ口町792-7

## 広告活動
2006年以降、「人間本当のことは一回しか言わない」というテーマのCMが採用されており、「ロックバンドの歌手が演歌への転向をプロデューサーに勧められて戸惑う」CMなど、話題性が高いものも多い。2007年10月からは、このCMの新バージョンが放映されている。このCMが放送された時期にみのもんたが小林製薬のタフデントのCMで「大事な事なので二度言いました」というフレーズを使ったこともあって話題となった。「白岳」のほうが先に放送されている。
また、2007年11月からは熊本出身のお笑いコンビ・くりぃむしちゅーを起用したCM（上田晋也が有田哲平に県知事選挙への出馬を打ち明けるもの）も放映されていたが、2008年3月の熊本県知事選にあたり「社内から『不謹慎では』という声もあった」として、2008年1月に九州地方での放映を自粛した。ただし、くりぃむしちゅーは現在別バージョンのCMで出演している。
2012年より2017年まで、女優のミムラ（現在：美村里江）を起用したCMを展開。当初、女優の大竹しのぶが、夫に対する想いを謳ったオリジナルソングを使用していたが、数年後のCMでは、歌手の前川清が夫から妻に対する感謝を謳うアンサーソング（男のありがとう）を使用した。
テレビ熊本（TKU）では、球磨郡湯前町出身の俳優の中原丈雄が熊本県内の飲食店を巡る「中原丈雄の味わいの刻（とき）」を放送中である。
ロアッソ熊本のスポンサードについては、クラブ結成以来ユニフォームの胸に「白岳」の文字が大きくプリントされていたが、2008年にロアッソ熊本がJリーグに参入する際、リーグ側からの「胸スポンサーに酒類の表示はできない」との勧告を受け、練習用ユニフォームの胸ロゴに移行する事となった。また、2009年から白岳とロアッソ熊本とのコラボレーションによる「がんばれ! 熊本」キャンペーンを展開している。同キャンペーンのCM（熊本県限定で放映）には熊本出身の歌手・水前寺清子が出演し、ロアッソの応援イメージソング「HIKARI〜輝く未来へ」を熱唱している。2012シーズンより胸スポンサーへ復帰。現在は背中スポンサー。
2010年4月からは、ファッション雑誌「小悪魔ageha」の元専属モデル・桃華絵里を起用していた。

## 提供スポンサー番組
現在
- リモートシェフ（BSフジ）提供クレジット名は「白岳 しろ」。

過去
- 真相報道 バンキシャ!（日本テレビ系）2018年3月まで提供。※提供クレジット名は『本格米焼酎 白岳 しろ』、過去にスポンサーとなっていた日本酒メーカーの白鶴酒造も提供していた。
- クイズ!脳ベルSHOW（BSフジ）2021年3月まで提供。提供クレジット名は、『白岳 しろ』。

## 関連企業
- 株式会社白岳酒造研究所
- 高橋ホールディングス株式会社

## 関連人物
- 梶尾真治：熊本県在住のSF作家。月1回公式サイトにてカジシンエッセイを掲載中（2019年5月時点）。